# 斜萼草属
斜萼草属（学名：Loxocalyx）是唇形科下的一个属，为草本植物。该属共有2种，产自中国。